# Poecile hudsonicus
Poecile hudsonicus е вид птица от семейство Синигерови. Среща се в бореалните гори на Канада и северните Съединени щати и живее на тази територия през цялата година. 
Тази птица е известна с високите си трели, използвани при общуване с други птици, и навиците си за съхранение на храна в подготовка за зимните месеци.

## Описание
Възрастните екземпляри са дълги 12,5–14,5 см с тегло 7–12,4 г. Горната част на тялото им е сиво-кафява с кафява шапка и сивкави крила и опашка; лицевата част е предимно сива с бяло отстрани. Долните част на тялото е бяла с кафяво по хълбоците и черна гушка. Имат къс тъмен клюн, къси крила и дълга назъбена опашка.

## Гнездене и размножаване
Местообитанието им са иглолистните гори на Канада, Аляска и най-северните части на съседните Съединени американски щати. Обикновено се размножават от началото на май до края на август и остават в рамките на размножителния си район през цялата година, но понякога се местят на юг за зимата. Двойката остава заедно през цялата година и може да се чифтоса за цял живот. 
Зимните миграции на юг от основния им ареал изглежда стават все по-редки. Големи водни басейни и планински вериги могат да ограничат разпространението на вида на места като островите Ванкувър и Хайда Гуай.
Гнездят в дупки на дървета; двойката издълбама гнездото, използвайки естествена кухина или понякога старо гнездо на кълвач. Самото гнездо може да бъде направено от коса, козина или мъртви растения. Снасят пет до седем яйца, бели с фини червеникаво-кафяви петна. Яйцата се снасят между май и юли и се излюпват в рамките на 13-16 дни. След като яйцата са се излюпили, са необходими още 16-18 дни, докато малките развият достатъчно големи крила, за да опитат да летят.